# Gyel Lhakhang (Kloster)
Gyel Lhakhang  oder Gyal Lhakhang (tib. rgyal lha khang) ist ein frühes tibetisches Kloster der Kadam-Schule in Phenyül ( 'phan yul) nördlich von Lhasa in Zentral-Tibet. Es wurde 1012 von Shang Nanang Dorje Wangchug (zhang sna nam rdo rje dbang phyug) gegründet.